# Samuil Donkov
Samuil Emilov Donkov –en búlgaro, Самуил Емилов Донков– (Sofía, 20 de junio de 1983) es un deportista búlgaro que compite en tiro, en la modalidad de pistola.
En los Juegos Europeos de Cracovia 2023 consiguió una medalla de bronce en la prueba de pistola 10 m mixto. Ganó una medalla de oro en el Campeonato Europeo de Tiro de 2019, en pistola 50 m.

## Palmarés internacional
| Juegos Europeos    | Juegos Europeos     | Juegos Europeos   | Juegos Europeos    |
| Año                | Lugar               | Medalla           | Prueba             |
| ------------------ | ------------------- | ----------------- | ------------------ |
| 2023               | Breslavia (Polonia) | Medalla de bronce | Pistola 10 m mixto |
| Campeonato Europeo |                     |                   |                    |
| Año                | Lugar               | Medalla           | Prueba             |
| 2019               | Lonato (Italia)     | Medalla de oro    | Pistola 50 m       |